# Leon Wouters
Leon Wouters (Amberes, 18 de junio de 1930 - Amberes, 30 de marzo de 2015) fue un entrenador y jugador de fútbol belga que jugaba en la demarcación de defensa.

## Biografía
Debutó como futbolista en 1949 con el Royal Antwerp FC tras formarse en la cantera del club. Jugó toda su carrera en el club de Amberes, un total de 14 temporadas. Llegó a ganar la Copa de Bélgica en 1955, y la Primera División de Bélgica en 1957. Tras hacerse con el título de liga, disputó la Copa de Campeones de Europa 1957-58, cayendo en octavos de final contra el Real Madrid CF. Finalmente, en 1963 se retiró. Seis años después ejerció el cargo de entrenador del KFC Zwarte Leeuw durante tres temporadas, retirándose en 1972.
Falleció el 30 de marzo de 2015 en Amberes a los 84 años de edad.

## Clubes

### Como futbolista
| Club             | País    | Año         |
| ---------------- | ------- | ----------- |
| Royal Antwerp FC | Bélgica | 1949 - 1963 |

### Como entrenador
| Club             | País    | Año         |
| ---------------- | ------- | ----------- |
| KFC Zwarte Leeuw | Bélgica | 1969 - 1972 |

## Palmarés

### Campeonatos nacionales
| Título                      | Club             | País    | Año  |
| --------------------------- | ---------------- | ------- | ---- |
| Copa de Bélgica             | Royal Antwerp FC | Bélgica | 1955 |
| Primera División de Bélgica | Royal Antwerp FC | Bélgica | 1957 |